# Santa Rita de Ibitipoca
Santa Rita de Ibitipoca est une municipalité brésilienne de l'État du Minas Gerais et la microrégion de Juiz de Fora.